# Соколики
Соколики —  село в Польщі, Підкарпатське воєводство, Бещадський повіт

## Історія

Панорама села Соколики, 1937 р.

Село закріпачене до 1556 року краківським воєводою Петром Кмітом. Входило до Сяноцької землі Руського воєводства.
У 1772—1918 рр. село було у складі Австро-Угорської монархії, у провінції Королівство Галичини та Володимирії, з 1867 р. село належало до Турківського повіту, в 1890 р. в селі нараховувалося 93 будинки і 581 житель, з них 510 греко-католиків, 5 римо-католиків і 66 юдеїв. Після побудови залізниці в 1905 р. Соколики стають станцією, містечком і локальним центром деревообробки — на пилорамі працювало понад 200, залізниці — над 100 людей, розвивався сектор літнього відпочинку.
В листопаді 1918 р. Соколики ввійшли до складу Західноукраїнської Народної Республіки, однак у травні 1919 р. були окуповані польськими військами.
У 1919—1939 рр. — у складі Польщі. Село належало до Турківського повіту Станиславівського воєводства (з 1931 р. — Львівського воєводства), у 1934—1939 рр. входило до складу ґміни Тарнава Ніжна. 1931 року населення села становило 1716 осіб, 1938-го — 1520. 1937 в Соколиках було 7 будинків відпочинку, молодіжний Карпатський Дім «Байка».
У 1939 році в містечку проживало 1900 мешканців, з них 1300 українців, 280 поляків (працівники тартака і залізниці) і 320 євреїв.
У червні 1944 року 400 азербайджанців з партизанського з'єднання Сидора Ковпака подолали заміновану територію і атакували укріплену заставу німецьких прикордонників на лівому березі Сяну.
Село виселене протягом 1945—1946 років. Дерев'яна церква знищена, у мурованій влаштовано спостережний пункт прикордонних військ. Західна частина колишньої території села (на лівому березі Сяну) віддана Польщі, а східна приєднана до села Нижній Турів.

## Церква

Давня церква св. Дмитра у Соколиках, споруджена у 1791 р. розібрана коло 1939 р.

Перша згадка про церкву датована податковим реєстром 1640 року, наступна — 1655-го. 1791 року в Соколиках зведено дерев'яну тризрубну церкву Св. Дмитра. 1931 року поруч з церквою Св. Дмитра споруджено муровану церкву.
В 1900 р. жителі села були переважно греко-католиками, крім 7 римо-католиків. В 1936 р. було 1236 греко-католиків, греко-католицька громада належала до парафії Тарнава Вижна Турчанського деканату Перемишльської єпархії.